# Wha'ppen?
Wha'ppen? är ett musikalbum av den brittiska skagruppen The Beat släppt på skivbolaget Go Feet 1981. Musikaliskt sett var det ett ganska annorlunda album jämfört med debuten I Just Can't Stop It. Albumet sålde ungefär lika bra som debuten och klättrade till nummer tre på UK Albums Chart och nummer 126 på Billboard 200 i USA.

## Låtlista
Alla låtar skrivna av The Beat om inget annat anges.

### LP-versionen
Sida 1
1. "Doors of Your Heart" (The Beat, Colin Osborne) – 3:45
2. "All Out to Get You" – 2:43
3. "Monkey Murders" – 3:08
4. "I Am Your Flag" – 2:52
5. "French Toast (Soleil trop chaud)" (Joseph Jefferson) – 3:27
6. "Downing" – 3:52

Sida 2
1. "Dreamhome in NZ" – 3:08
2. "Walk Away" – 3:09
3. "Over and Over" – 2:38
4. "Cheated" – 3:25
5. "Get-a-Job" – 3:08
6. "The Limits We Set" – 3:56

### Bonusspår på återutgåvan 2012
1. "Too Nice to Talk To" – 3:08
2. "Psychedelic Rockers" – 3:54
3. "Hit It" – 3:02
4. "Which Side of the Bed...?" – 4:13

## Medverkande
The Beat
- Dave Wakeling – gitarr, sång
- Ranking Roger – sång
- Andy Cox – sologitarr
- David Steele – basgitarr
- Everett Morton – trummor
- Saxa (Lionel Augustus Martin) – saxofon

Bidragande musiker
- Dave "Blockhead" Wright – keyboard
- Bob Sargeant – marimba
- Cedric Myton – sång på "Doors of Your Heart"
- Dick – steel drum
- Saltin – trumpet